# Dhogs
Dhogs é um filme independente galego en língua galega dirigido pelo meirense Andrés Goteira que foi estreado no ano de 2017. Trata-se do primeiro filme do diretor, e é protagonizado por Carlos Blanco Vila, Antonio Durán "Morris", Miguel de Lira, Melania Cruz, Iván Marcos e María Costas.
Estreou no Festival Internacional de Cine Independente de Buenos Aires (BAFICI) em 19 de abril de 2017, competindo dentro da seção de Vanguarda e Gênero deste evento. Trata-se do primeiro filme rodado em galego estreado no Festival de Cinema de Sitges, em 9 de outubro de 2017. Na Galícia, a estreia se passou no Festival de Cine Internacional de Ourense em 21 de outubro de 2017.

## Produção
O filme contou com financiamento da Agência Galega das Indústrias Culturais e da Deputação de Lugo, mas também conseguiu parte do orçamento do filme a partir da plataforma Verkami, com mais de 400 contribuintes. Foi filmado em várias localidades da Galiza, como Viveiro, As Pontes, Oleiros e A Coruña, assim como no Deserto de Tabernas, en Almería.

## Prêmios e indicações
Os Prêmios Mestre Mateo de 2017 indicaram Dhogs a dezessete prêmios em quinze categorias, das quais ganhou treze:
| Categoria                   | Pessoa                          | Resultado  |
| --------------------------- | ------------------------------- | ---------- |
| Melhor longa-metragem       | Melhor longa-metragem           | Ganhadora  |
| Melhor diretor              | Andrés Goteira                  | Ganhador   |
| Melhor ator                 | Iván Marcos                     | Ganhador   |
| Melhor atriz                | Melania Cruz                    | Ganhadora  |
| Melhor ator secundário      | Antonio Durán "Morris"          | Ganhador   |
| Melhor ator secundário      | Carlos Blanco Vila              | Nomeado    |
| Melhor ator secundário      | Miguel de Lira                  | Nomeado    |
| Melhor atriz secundária     | María Costas                    | Ganhadora  |
| Melhor roteirista           | Andrés Goteira                  | Ganhador   |
| Melhor direção de produção  | Suso López                      | Ganhador   |
| Melhor direção artística    | Noelia Vilaboa                  | Ganhador   |
| Melhor montagem             | Andrés Goteira e Juan Galiñanes | Ganhador   |
| Melhor música original      | Germán Díaz                     | Ganhador   |
| Melhor som                  | David Machado e Javier Pato     | Ganhadores |
| Melhor fotografia           | Lucía Catoira Pan               | Ganhadora  |
| Melhor maquiagem e penteado | Ana Coya                        | Nomeada    |
| Melhor desenho de vestiário | María Porto                     | Nomeada    |